# Fat Albert Rotunda
Fat Albert Rotunda je osmi studijski album jazzovskega klaviaturista Herbieja Hancocka, ki je izšel leta 1969. To je bil Hancockov prvi album, ki je izšel pri Warner Bros. Records po njegovem odhodu od Blue Note Records. Glasba je bila prvotno posneta za TV oddajo Hey, Hey, Hey, It's Fat Albert, ki je bila inspiracijo za kasnejšo TV oddajo Fat Albert and the Cosby Kids. Leta 1994 je album izšel skupaj z albumom Mwandishi in Crossings v setu Mwandishi: The Complete Warner Bros. Recordings.

## O albumu
Na tem albumu je Hancock radikalno spremenil svoj slog in je za osnovo kompozicij izbral soul namesto jazza. Številne skladbe nakazujejo prihajajoči jazz-funk, ki ga je Hancock pričel nekaj let kasneje. Quincy Jones je leta 1978 posnel skladbo »Tell Me a Bedtime Story«, ki je izšla na njegovem albumu Sounds...and Stuff Like That!!, Hancock pa je Jessico ponovno posnel za album VSOP: The Quintet.

## Seznam skladb
Vse pesmi je napisal in uglasbil Herbie Hancock.
| Št. | Naslov                    | Dolžina |
| --- | ------------------------- | ------- |
| 1.  | „Wiggle-Waggle‟           | 5:51    |
| 2.  | „Fat Mama‟                | 3:49    |
| 3.  | „Tell Me a Bedtime Story‟ | 5:01    |
| 4.  | „Oh! Oh! Here He Comes‟   | 4:08    |
| 5.  | „Jessica‟                 | 4:13    |
| 6.  | „Fat Albert Rotunda‟      | 6:29    |
| 7.  | „Lil' Brother‟            | 4:26    |

## Osebje

### Glasbeniki
- Herbie Hancock − klavir, električni klavir
- Joe Henderson − tenorski saksofon, altovska flavta
- Garnett Brown − trombon
- Johnny Coles − trobenta, krilnica
- Buster Williams − električni bas, akustični bas
- Albert "Tootie" Heath  − bobni
- George Devens - tolkala
- Joe Newman, Ernie Royal − trobenta (1, 7; neoznačena na prvi izdaji)
- Joe Farrell − tenorski saksofon, altovski saksofon (1, 7; neoznačen na prvi izdaji)
- Arthur Clarke − baritonski saksofon (1, 7; neoznačen na prvi izdaji)
- Benny Powell − trombon (1, 7; neoznačen na prvi izdaji)
- Eric Gale, Billy Butler − kitara (1, 7; neoznačena na prvi izdaji)
- Jerry Jemmott − električni bas (1, 7; neoznačen na prvi izdaji)
- Bernard Purdie − drums (1, 7; neoznačen na prvi izdaji)

## Produkcija
- Aranžer, dirigent, producent: Herbie Hancock
- Snemalec, tonski mojster: Rudy Van Gelder

## Kasnejši sampli
- »Wiggle-Waggle«
  - »Back by Dope Demand« (King Bee)
- »Fat Mama«
  - »If My Homie Calls« (2Pac) z albuma 2Pacalypse Now
- »Jessica«
  - »Shook Ones Pt. II« (Mobb Deep) z albuma The Infamous